# 武蔵野公会堂
武蔵野公会堂（むさしのこうかいどう）は、東京都武蔵野市にある文化施設。（公財）武蔵野文化生涯学習事業団が指定管理している。愛称は『パープルホール』。

## 概要
1964年1月落成。設計者は建築家の山下和正とされている。
主にピアノや声楽などの発表会、講演会、演劇公演、映画上映会や、各種式典やイベントなどで使用する多目的ホール（350席）をはじめ、8室からなる会議室や、茶道用水屋を備えた和室も設けている。
オープン時のパンフレットによると、こけらおとしは結城座のあやつり人形劇だった。また、こけら落としには前進座も出演している。
1985年（昭和60年）から三鷹駅前の武蔵野芸能劇場で始まった「武蔵野寄席」は、1990年（平成2年）から武蔵野公会堂に開催場所を移した。五代目春風亭柳昇が武蔵野市出身だったことから特に柳昇一門の落語家を中心に出演している。
毎年ゴールデンウィークの「吉祥寺音楽祭」ではジャズコンサートの会場として使用されるほか、10月の「吉祥寺アニメワンダーランド」でも一部イベントで使用している。11月には自由民主党武蔵野支部主催による「ふるさと武蔵野市民のつどい」が開催される。
開場から50年以上経過したことに伴う老朽化により、2017年2月に約1か月間改修工事を行い、3月1日（ホールは3月14日）にリニューアルオープンした。

## 多目的ホール
多目的ホール
- 客室数：350席
- 舞台面積：間口11m、奥行き4.5m、プロセニアムアーチ高さ5.5m
- 用途：各種発表会、講演、映画上映、式典、イベントなど